# София фон Рабс
София фон Рабс (Sophia von Raabs; р. ок. 1170, ум. не позднее 1218) — бургграфиня Нюрнберга с 1192, графиня фон Рабс (1192—1204), владелица сеньорий Кадольцбург и Абенсберг.
Дочь и наследница Конрада II — последнего представителя первой династии бургграфов Нюрнберга.
Около 1185 г. вышла замуж за Фридриха III (ум. после 1 октября 1200), графа фон Цоллерн, который по правам жены принял титул бургграфа (Фридрих I).
После смерти мужа в 1204 г. София де Рабс с согласия своего старшего сына Конрада I продала графство Рабс (Нижняя Австрия) австрийскому герцогу Леопольду VI за 2 тысячи марок.
Сыновья:
- Фридрих II (1188—1251), граф Цоллерна и бургграф Нюрнберга.
- Конрад I (ум. 24.8.1260/10.3.1261), граф Цоллерна и бургграф Нюрнберга.

В некоторых генеалогиях её дочерью названа:
- Елизавета (ум. 1255), муж — Гебхард III, ландграф Лейхтенберга